# Mezőcsokonya
Mezőcsokonya is een plaats (község) en gemeente in het Hongaarse comitaat Somogy. Mezőcsokonya telt 1224 inwoners (2001).